# Gueorgui Milanov
Gueorgui Milanov (en búlgaro: Георги Миланов; Levski, 19 de febrero de 1992) es un futbolista profesional búlgaro que juega de centrocampista en el F. C. Dinamo de Bucarest de la Liga I. Es internacional con Bulgaria.

## Trayectoria

### Litex Lovech
Nacido en Levski, Milanov comenzó a jugar al fútbol en un club local, antes de que se uniese a la academia de juveniles del Litex Lovech, junto con su hermano gemelo Iliya, en 2005. Formó parte de un grupo de jugadores jóvenes en el club que guio al club a ganar el Campeonato de Bulgaria sub-17 en junio de 2009, y Milanov anotó en la final contra el Levski Sofia.
El 1 de agosto de 2009, Milanov debutó con el primer equipo, a los 17 años y 152 días, saliendo desde el banquillo en la Supercopa de Bulgaria 2009 contra el Levski Sofia, que terminó en una derrota por 1-0 en el estadio Nacional Vasil Levski. Una semana más tarde, hizo su debut en la Liga ante el Lokomotiv Mezdra, anotando el primer gol en la victoria por 5-0. El 3 de diciembre, marcó su primer gol en la Copa de Bulgaria, en la victoria por 4-0 sobre el Pirin Gotse Delchev, que los envió a octavos de final. Milanov jugar regularmente en su primera temporada, jugando 31 partidos en todas las competiciones y consiguió su primer título de liga al final de la temporada 2009-10.

### CSKA Moscú
El 5 de julio de 2013, Milanov firmó con el PFC CSKA Moscú un contrato de cinco años tras un fichaje por valor de 5,4 millones de levas, con otros dos millones de levas en función de partidos con el CSKA en las competiciones de la UEFA en los próximos dos años. Milanov hizo su debut oficial el 18 de agosto de 2013, en la victoria por 1-0 sobre Kuban Krasnodar en un partido de liga después de entrar como suplente por Keisuke Honda.

## Selección nacional

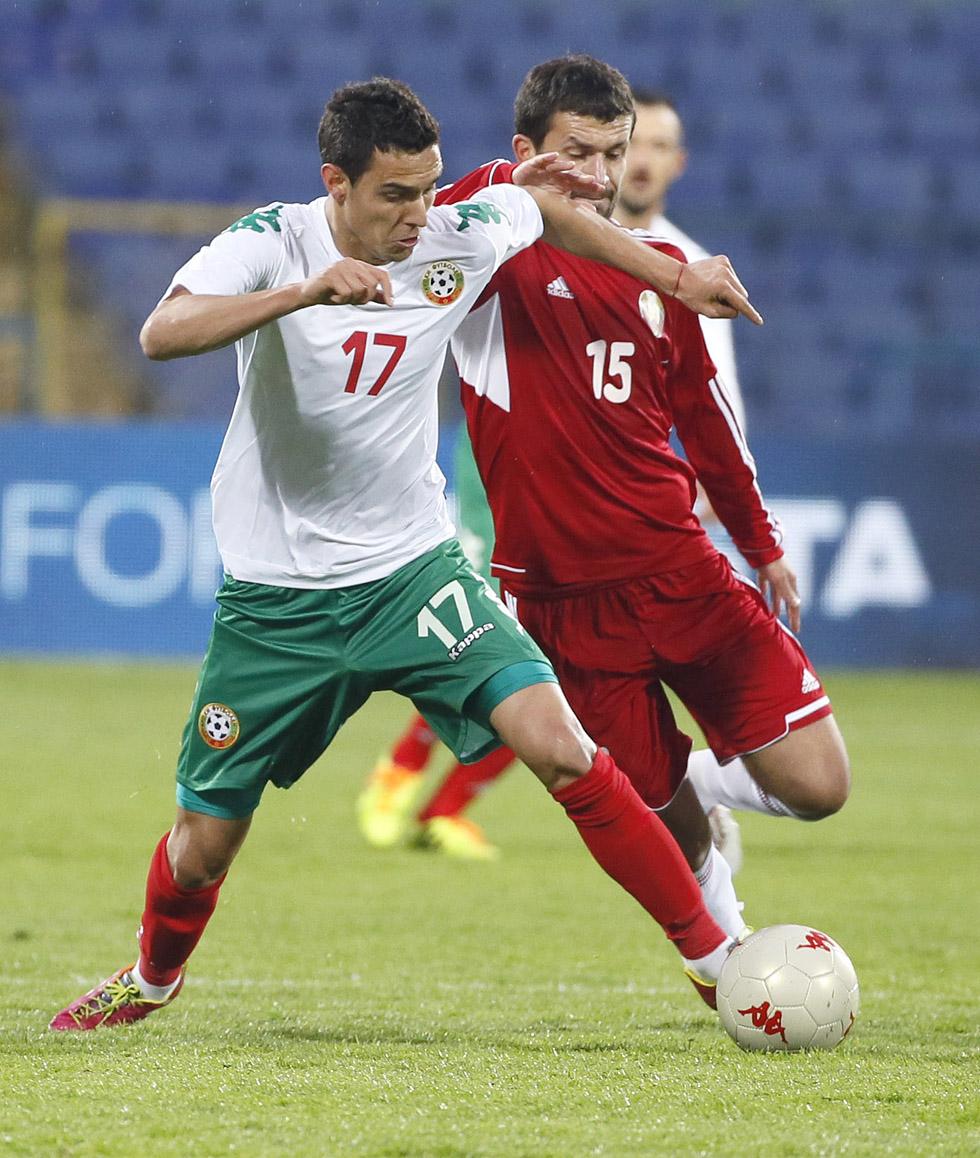
Milanov con la selección de Bulgaria en 2014.

Milanov fue convocado por la selección absoluta de Bulgaria por primera vez en septiembre de 2011, e hizo su debut con la selección en un amistoso contra Ucrania en el estadio Dynamo Valeriy Lobanovskyi el 7 de octubre, jugando 24 minutos como sustituto en una derrota por 3-0 para Bulgaria. El 7 de septiembre de 2012, Milanov anotó su primer gol internacional en un empate en casa 2-2 contra Italia en la clasificación para la Copa Mundial de fútbol de 2014.
El 28 de marzo de 2015, Milanov hizo una asistencia para la selección búlgara en el empate 2-2 contra Italia.

## Clubes
| Club                     | País     | Año       |
| ------------------------ | -------- | --------- |
| PFC Litex Lovech         | Bulgaria | 2009-2013 |
| PFC CSKA Moscú           | Rusia    | 2013-2018 |
| Grasshoppers (cedido)    | Suiza    | 2016      |
| MOL Vidi F. C.           | Hungría  | 2018-2020 |
| PFC Levski Sofia         | Bulgaria | 2021-2023 |
| Al-Dhafra Club           | EAU      | 2023      |
| F. C. Dinamo de Bucarest | Rumania  | 2024-     |

## Palmarés

### Títulos nacionales
| Título                | Club             | País     | Año     |
| --------------------- | ---------------- | -------- | ------- |
| A PFG                 | PFC Litex Lovech | Bulgaria | 2009-10 |
| Supercopa de Bulgaria | PFC Litex Lovech | Bulgaria | 2010    |
| A PFG                 | PFC Litex Lovech | Bulgaria | 2010-11 |
| Supercopa de Rusia    | PFC CSKA Moscú   | Rusia    | 2013    |
| Liga Premier de Rusia | PFC CSKA Moscú   | Rusia    | 2013-14 |
| Supercopa de Rusia    | PFC CSKA Moscú   | Rusia    | 2014    |
| Copa de Hungría       | MOL Vidi F. C.   | Hungría  | 2018-19 |
| Copa de Bulgaria      | PFC Levski Sofia | Bulgaria | 2021-22 |